# Jogo de 100 pontos de Wilt Chamberlain

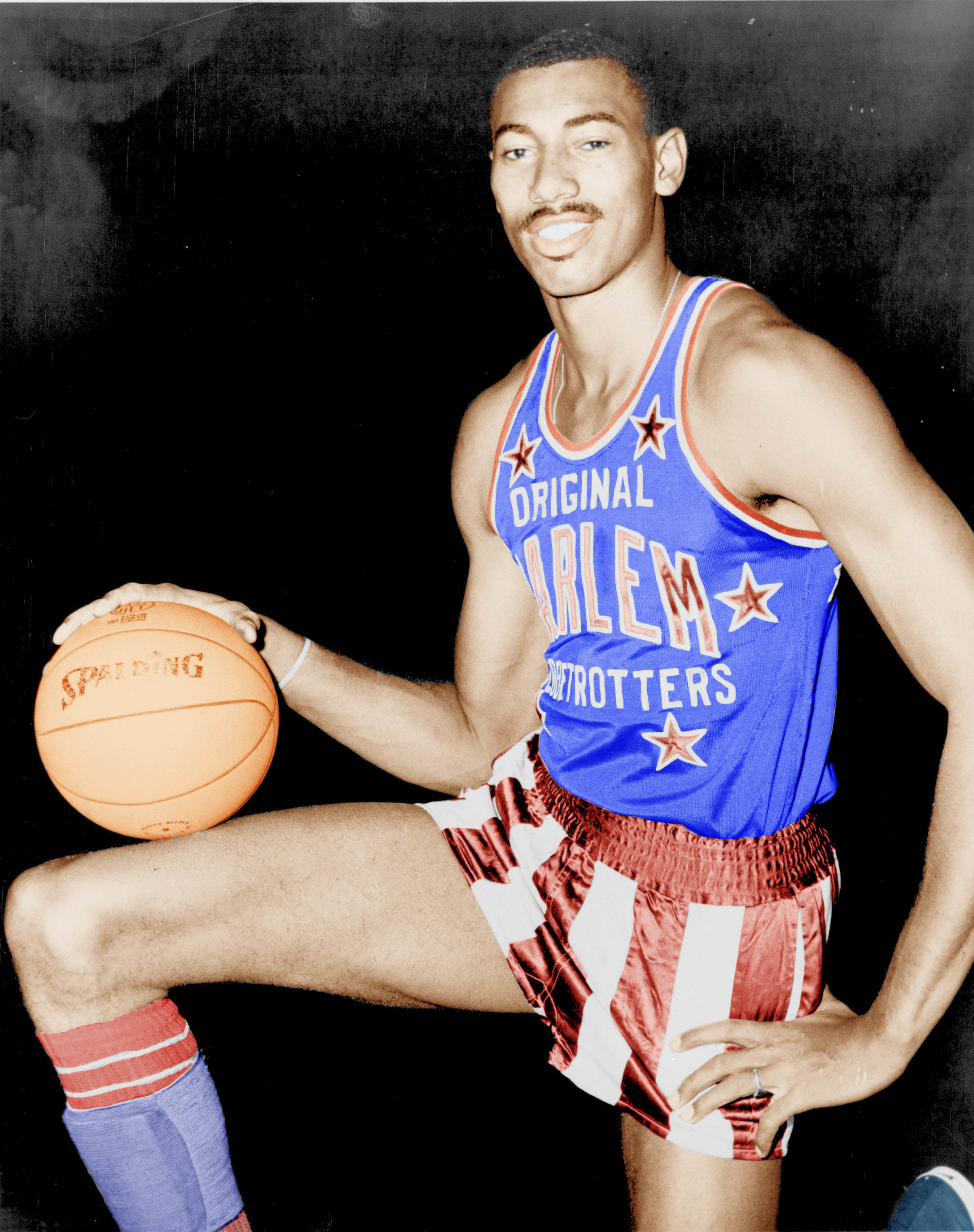
Chamberlain com o Harlem Globetrotters circa 1959.

Wilt Chamberlain estabeleceu o recorde de pontuação em jogo único da National Basketball Association (NBA) fazendo 100 pontos jogando pelo Philadelphia Warriors na vitória por 169 a 147 sobre o New York Knicks em 2 de março de 1962, na Hershey Sports Arena em Hershey, Pensilvânia. É amplamente considerado um dos maiores recordes no basquetebol. Chamberlain estabeleceu cinco outros recordes naquele jogo incluindo mais lances livres convertidos, uma conquista notável pois ele era considerado um fraco arremessador de lances livres. As equipes quebraram o recorde por mais pontos combinados em um jogo (316). Naquela temporada, Chamberlain conseguiu uma média recorde de 50.4 pontos por jogo e ele havia quebrado o recorde de pontuação de um único jogo da NBA (71) no início da temporada, em dezembro, com 78 pontos. O pivô, em sua terceira temporada, tinha já quebrado recordes de pontuação em suas duas primeiras temporadas. No quarto quarto, os Knicks começaram a fazer faltas em outros jogadores para manter a bola longe de Chamberlain, e também se concentraram no ataque para reduzir o número de posses para o Philadelphia. Os Warriors contra-atacaram cometendo faltas para pegar a bola de volta.
O jogo não foi televisionado e imagens em vídeo do jogo não foram recuperadas; existem apenas gravações em áudio do quarto quarto do jogo. A NBA ainda não era uma grande liga esportiva profissional e lutava para competir com o basquetebol universitário. O público deste jogo foi de metade da capacidade e nenhum membro da imprensa de Nova Iorque estava no jogo.

## Relato do jogo

### Primeiros três quartos
De acordo com Frank McGuire, técnico dos Warriors, o jogo não começou com plano algum de Chamberlain conseguir 100 pontos. Após poucos minutos, os Warriors lideravam por 19 a 3, e seu pivô já tinha anotado 13 pontos e feito seus primeiros cinco arremessos. No final do primeiro quarto, os Knicks estavam atrás no placar por 42 a 26, e em seu típico estilo, Chamberlain já tinha marcado 23 pontos, convertendo todos seus nove lances livres. Lances livres eram a parte mais fraca de seu jogo, conseguindo raramente mais da metade em suas primeiras temporadas. Ele começou a arremessar lances livres pegando a bola por baixo com as duas mãos naquela temporada por sugestão de McGuire. Chamberlain naquele ponto estava pensando mais sobre o recorde de arremessos de lances livres do que marcar muitos pontos; o recorde da NBA eram 24 lances livres feitos em um jogo. Imhoff logo foi para o banco de reservas pelo excesso de faltas. Após uma das faltas, Ele gritou para o árbitro: "Bem, por que você não dá cem para o cara agora e vamos todos para casa?!" Nenhum dos árbitros tinham sido o árbitro principal antes. No intervalo, os Warriors tinham perdido a vantagem no jogo, mas ainda lideravam por 79 a 68. O total de pontos de Chamberlain era de 41. Os Warriors sentiram pouca agitação, pois ele tinha marcado 60 ou mais pontos em 15 ocasiões anteriores. "Eu sempre ia para o vestiário com 30 ou 35 pontos, portanto, 41 pontos não era nada demais", explicou Chamberlain posteriormente. Durante o intervalo, Guy Rodgers do Warriors disse: "Vamos passar a bola para o Dip. Vamos ver quantos ele consegue." McGuire concordou.
Essa simples tática se mostrou imparável. Logo, ele tinha ultrapassado a barreira dos 50 pontos, fazendo com que o narrador da arena Dave Zinkoff incendiasse a multidão que anteriormente parecia cochilar. Chamberlain também manteve a calma apesar das duras faltas dos Knicks para distrair o pivô.  McGuire estava irado e exigia que os árbitros dessem mais faltas, mas Chamberlain não podia ser parado. Ele marcou outros 28 pontos elevando a liderança dos Warriors para 125 a 106 até o fim do terceiro quarto. Seu total era de 69 pontos, apenas nove de seu recorde anterior. O terceiro central dos Knicks, Dave Budd, que alternou com Imhoff no pivô, mais tarde afirmou que a resistência era fútil: "Você não podia jogar [com Chamberlain] convencionalmente porque ele era muito grande. A única coisa que você poderia tentar fazer era ficar na frente dele. O cara pesava 136 ou 122 [quilos], então não foi fácil,." Chamberlain agora percebia que poderia quebrar seu próprio recorde de 73 pontos (para um jogo em tempo normal de 48 minutos) ou seu recorde de 78 pontos, estabelecido em jogo com três prorrogações.

### Quebrando recordes
Dave Zinkoff, o narrador da arena, começou a anunciar o total de pontos de Chamberlain após cada uma de suas cestas. Com dez minutos restantes de jogo, o ala dos Warriors Tom Meschery sentiu a atitude do time caindo. A ofensiva da equipe mudou de passar a bola para  Chamberlain. Chamberlain precisava de mais 25 pontos com oito minutos restantes para alcançar os 100, uma taxa equivalente a 150 pontos em um jogo completo. Ele anotou seu 79º ponto restando 7:51, quebrando seu próprio recorde e explodindo a multidão em frenesi. Os 4.124 espectadores gritavam: "Passa pro Wilt! Passa pro Wilt!" Após atingir a marca de 80 pontos, a plateia gritava por 100. Chamberlain pensava: "Cara, este pessoal é duro. Estou cansado. Consegui 80 pontos e ninguém jamais anotou 80 pontos." Os Warriors continuaram passando a bola para Chamberlain. Al Attles dos Warriors posteriomente explicou: "Nós queríamos que Wilt conseguisse o recorde, porque todos gostávamos dele." O próprio Attles deu o exemplo, deixando de fazer uma bandeja fácil para passar a bola para que Chamberlain pudesse anotar seus pontos 88 e 89, cinco minutos antes do fim.
Com seis minutos restantes, os Knicks começaram a cometer faltas intencionalmente em qualquer jogador dos Warriors exceto Chamberlain, mantendo a bola longe das mãos do pivô. O time de Nova Iorque também começou a mover a bola lentamente e usando todo o tempo possível antes do arremesso, deixando assim menos oportunidades para que Chamberlain pontuasse. Efetivamente, ele jogaram do modo oposto a que um clube normalmente faria se estivesse atrás no placar, desistindo de muitos pontos fáceis ao invés de tentar virar o jogo. Meschery disse que os Warriors jogavam uma bola alta na linha lateral da quadra diretamente a Chamberlain, que usaria seu tamanho e força para pegar a bola. Chamberlain foi o único jogador dos Warrior a fazer arremessos de quadra em quase quatro minutos antes de Meschery marcar em um jump shot faltando 4:15. O Philadelphia rapidamente começou a fazer faltas em New York faltando por volta de quatro minutos, devolvendo a estratégia de faltas intentionais. O técnico dos Warriors Frank McGuire em certo ponto trocou todo os cinco que iniciaram a partida, exceto Chamberlain, e os substituíram com jogadores do banco. A intenção era cometer faltas nos Knicks, pegar a bola após os lances livres e passar para Chamberlain. Portanto cada time passou os últimos minutos cometendo faltas no adversário. Os Warriors terminaram o jogo com 25 faltas pessoais e os Knicks com 32, e perderam Imhoff e Willie Naulls com seis faltas.
Com 2:12 restantes, Chamberlain tinha 94 pontos e marcou em um fadeaway seu 96º ponto. Sua próxima cesta faltando 1:19 veio de um passe alto de York Larese para uma forte enterrada que era rara para Chamberlain. Gary M. Pomerantz em seu livro Wilt, 1962: The Night of 100 Points and the Dawn of a New Era escreveu que o comum "Dipper Dunk" de Chamberlain era "consideravelmente menos enfático." Com menos de um minuto para o fim do jogo, Chamberlain se postou no garrafão. Ruklick passou para Rodgers, que passou para Chamberlain próximo da cesta, mas ele errou o arremesso. Ted Luckenbill pegou o rebote e passou de volta para  Chamberlain, que errou novamente. Luckenbill pegou o rebote novamente e desta vez passou para Ruklick, que evitou uma fácil bandeja e passou bola alta para Chamberlain. Com 46 segundos restantes, Chamberlain se livrou de cinco jogadores dos Knicks, saltou alto e colocou a bola dentro da cesta atingindo a marca centenária. Relatos de testemunhas oculares da cesta histórica divergem se Chamberlain meramente colocou a bola dentro da cesta ou enterrou a bola com um alley-oop. De qualquer maneira a arena explodiu em frenesi e mais de 200 espectadores pularam para dentro da quadra, querendo tocar o herói da noite. Ruklick imediatamente correu para a mesa de controle para garantir que ele fosse oficialmente creditado com a assistência.

### Finale
Durante anos, acreditava-se que os 46 segundos finais da partida não foram jogados depois que Chamberlain marcou seu 100º ponto devido à comemoração na quadra.; O próprio Chamberlain foi citado como tendo feito essa afirmação. Entretanto, gravação da transmissão da rádio WCAU inclui o narrador Bill Campbell retomando sua narração após o 100º ponto de  Chamberlain até a conclusão do jogo. Uma cópia da transmissão de rádio do jogo só foi descoberta em 1988. A fita original do jogo da WCAU foi regravada por um de seus engenheiros, uma prática padrão naqueles dias. No entanto, um homem da Filadélfia havia gravado com um ditaphone uma parte da cobertura de Campbell no quarto quarto, mas apenas as posses dos Warriors. Dois anos depois, uma fita de rolo de Campbell com o quarto quarto completo surgiu; Jim Trelease, então estudante na University of Massachusetts, tinha gravado uma retransmissão às 3:00 da manhã do quarto quarto do jogo. A NBA mesclou a fita de rolo com a fita Dictaphone, que também incluía um curto programa pós-jogo. O jornalista esportivo alemão Gunter Bork especificou que a interrupção resultante do 100º ponto de Chamberlain durou nove minutos, após o que o jogo continuou.
Ao longo dos anos, Harvey Pollack, que na época estava encarregada de publicidade e estatísticas para os Warriors, deu declarações conflitantes sobre a questão. Em um livro de 1992, ele foi citado duas vezes dizendo que o jogo terminou com 46 segundos restantes. Mas em uma entrevista de 2002 citada pelo biógrafo de Chamberlain, Robert Cherry, Pollack disse que os últimos 46 segundos foram jogados, e que Chamberlain apenas ficou no círculo central, esperando o jogo terminar e não querendo tocar na bola, já que "100 soava melhor do que 102". A pontuação oficial registra que o jogador dos Warriors Joe Ruklick perdeu dois lances livres após a interrupção. Ruklick disse que planejou perder o segundo lance livre na esperança que Chamberlain pudesse pegar o rebote e conseguir 102 pontos.
O programa de rádio pós-jogo relatou os Warriors derrotaram os Knicks por 169 a 150. No entanto, o relatório oficial de pontuação registrou o jogo como 169 a 147, uma discrepância que nunca foi explicada. Chamberlain converteu 36 de 63 arremessos de qaudra e 28 de  32 lances livres, este último uma taxa muito melhor do que sua média na carreira de cerca de 50%. Em dois jogos anteriores no Hershey naquela temporada, Chamberlain converteu 27 de 38 lances livres, 71%. As bordas da cesta na arena eram envelhecidas e frágeis. As bolas rebateriam em aros mais firmes, enquanto que bolas próximas do aro em Hershey eram capazes de rolar e cair para dentro da cesta. Jogando todos os 48 minutos do jogo, Chamberlain estabeleceu os recordes da NBA para tentativas de arremessos de quadra (63) e convertidos (36), lances livres convertidos (28), mais pontos em um quarto (31) e na metade do jogo (59). Ele alcançou a média de 73 pontos em quatro jogos naquela semana, superando os 60 em todos eles.
Rodgers terminou com 20 assitências no jogo e posteriormente disse: "Foi o jogo mais fácil em conseguir assistências, tudo que eu tinha fazer era passar para o Wilt." Attles era especialista defensivo que raramente anotava pontos, ainda assim converteu 8 de 8 de quadra e um único lance livre. Posteriormente ele lamentou: "No jogo onde eu literalmente não podia faltar, Wilt foi e marcou 100."
Os Warriors e os Knicks conseguiram 316 pontos combinados, um recorde. O Philadelphia ficou aquém do recorde de então doBoston Celtics de 173 pontos em um jogo. Não era incomum que os jogos da NBA no final da temporada apresentassem pouca defesa. O ala dos Celtics Bob Cousy disse que o nível de jogo na NBA diminuia conforme a temporada progredia, e "as defesas ficavam sem  gás" no final da temporada.
Na noite seguinte, Chamberlain conseguiu permissão para viajar de volta para Nova Iorque com três jogadores dos Knicks. De acordo com Cherry, Chamberlain acordava e dormia e se divertiu ouvindo os jogadores do New York falando sobre o "F.D.P. que marcou 100 em nós". Em 4 de março, os  Warriors jogaram com os Knicks novamente no Madison Square Garden, e Imhoff foi aplaudido de pé por "segurar" Chamberlain nos 58 pontos.

## Box score
Fonte
| 2 de março de 1962 | Boxscore | Philadelphia Warriors 169, New York Knicks 147                           | Philadelphia Warriors 169, New York Knicks 147 | Philadelphia Warriors 169, New York Knicks 147                 |  | Hershey Sports Arena, Hershey, Pensilvânia Público: 4,124 Árbitros: Willie Smith e Pete D'Ambrosio |  |
| 2 de março de 1962 | Boxscore | Placar por quarto: 42–26, 37–42, 46–38, 44–41                            |                                                |                                                                |  | Hershey Sports Arena, Hershey, Pensilvânia Público: 4,124 Árbitros: Willie Smith e Pete D'Ambrosio |  |
| 2 de março de 1962 | Boxscore | Pts: Wilt Chamberlain 100 Rbts: Wilt Chamberlain 25 Asts: Guy Rodgers 20 |                                                | Pts: Richie Guerin 39 Rbts: Dave Budd 10 Asts: Richie Guerin 6 |  | Hershey Sports Arena, Hershey, Pensilvânia Público: 4,124 Árbitros: Willie Smith e Pete D'Ambrosio |  |

| Jogador           | Pos               | Min               | FGM               | FGA               | FTM               | FTA               | Reb | Ast | PF | Pts |
| Paul Arizin       | F                 | 31                | 7                 | 18                | 2                 | 2                 | 5   | 4   | 0  | 16  |
| Tom Meschery      | F                 | 40                | 7                 | 12                | 2                 | 2                 | 7   | 3   | 4  | 16  |
| Wilt Chamberlain  | C                 | 48                | 36                | 63                | 28                | 32                | 25  | 2   | 2  | 100 |
| Guy Rodgers       | G                 | 48                | 1                 | 4                 | 9                 | 12                | 7   | 20  | 5  | 11  |
| Al Attles         | G                 | 34                | 8                 | 8                 | 1                 | 1                 | 5   | 6   | 4  | 17  |
| York Larese       |                   | 14                | 4                 | 5                 | 1                 | 1                 | 1   | 2   | 5  | 9   |
| Ed Conlin         |                   | 14                | 0                 | 4                 | 0                 | 0                 | 4   | 1   | 1  | 0   |
| Joe Ruklick       |                   | 8                 | 0                 | 1                 | 0                 | 2                 | 2   | 1   | 2  | 0   |
| Ted Luckenbill    |                   | 3                 | 0                 | 0                 | 0                 | 0                 | 1   | 0   | 2  | 0   |
| Rebotes da equipe | Rebotes da equipe | Rebotes da equipe | Rebotes da equipe | Rebotes da equipe | Rebotes da equipe | Rebotes da equipe | 3   |     |    |     |
| Totais da equipe  | Totais da equipe  | 240               | 63                | 115               | 43                | 52                | 60  | 39  | 25 | 169 |

| Jogador           | Pos               | Min               | FGM               | FGA               | FTM               | FTA               | Reb | Ast | PF | Pts |
| Willie Naulls     | F                 | 43                | 9                 | 22                | 13                | 15                | 7   | 2   | 5  | 31  |
| Johnny Green      | F                 | 21                | 3                 | 7                 | 0                 | 0                 | 7   | 1   | 5  | 6   |
| Darrall Imhoff    | C                 | 20                | 3                 | 7                 | 1                 | 1                 | 6   | 0   | 6  | 7   |
| Richie Guerin     | G                 | 46                | 13                | 29                | 13                | 17                | 8   | 6   | 5  | 39  |
| Al Butler         | G                 | 32                | 4                 | 13                | 0                 | 0                 | 7   | 3   | 1  | 8   |
| Cleveland Buckner |                   | 33                | 16                | 26                | 1                 | 1                 | 8   | 0   | 4  | 33  |
| Dave Budd         |                   | 27                | 6                 | 8                 | 1                 | 1                 | 10  | 1   | 1  | 13  |
| Donnie Butcher    |                   | 18                | 3                 | 6                 | 4                 | 6                 | 3   | 4   | 5  | 10  |
| Rebotes da equipe | Rebotes da equipe | Rebotes da equipe | Rebotes da equipe | Rebotes da equipe | Rebotes da equipe | Rebotes da equipe | 4   |     |    |     |
| Totais da equipe  | Totais da equipe  | 240               | 57                | 118               | 33                | 41                | 60  | 17  | 32 | 147 |

Estatísticas de Wilt Chamberlain por quarto
| Quarto | Min | FGM | FGA | FTM | FTA | Reb | Ast | PF | Pts |
| 1º     | 12  | 7   | 14  | 9   | 9   | 10  | 0   | 0  | 23  |
| 2º     | 12  | 7   | 12  | 4   | 5   | 4   | 1   | 1  | 18  |
| 3º     | 12  | 10  | 16  | 8   | 8   | 6   | 1   | 0  | 28  |
| 4º     | 12  | 12  | 21  | 7   | 10  | 5   | 0   | 1  | 31  |